# Zeppelinstein
Zeppelinsteine sind Gedenksteine, welche im Rahmen der Zeppelin- bzw. Luftfahrtbegeisterung hauptsächlich vor und während des Ersten Weltkrieges aufgestellt wurden. Dazu wurden häufig Natursteine (Findlinge) mit einer Inschrift oder einer zusätzlichen Plakette versehen. In den meisten Fällen stand die Errichtung eines Zeppelinsteins in direktem Zusammenhang mit der Landung, Überfahrt oder dem Unglück eines Zeppelins. Dort wo das Aufstellen eines Steines nicht möglich war, griff man auch auf sonstige Inschriften zurück.

## Vorkriegsluftschiffe

Zeppelindenkmal am Kornsand

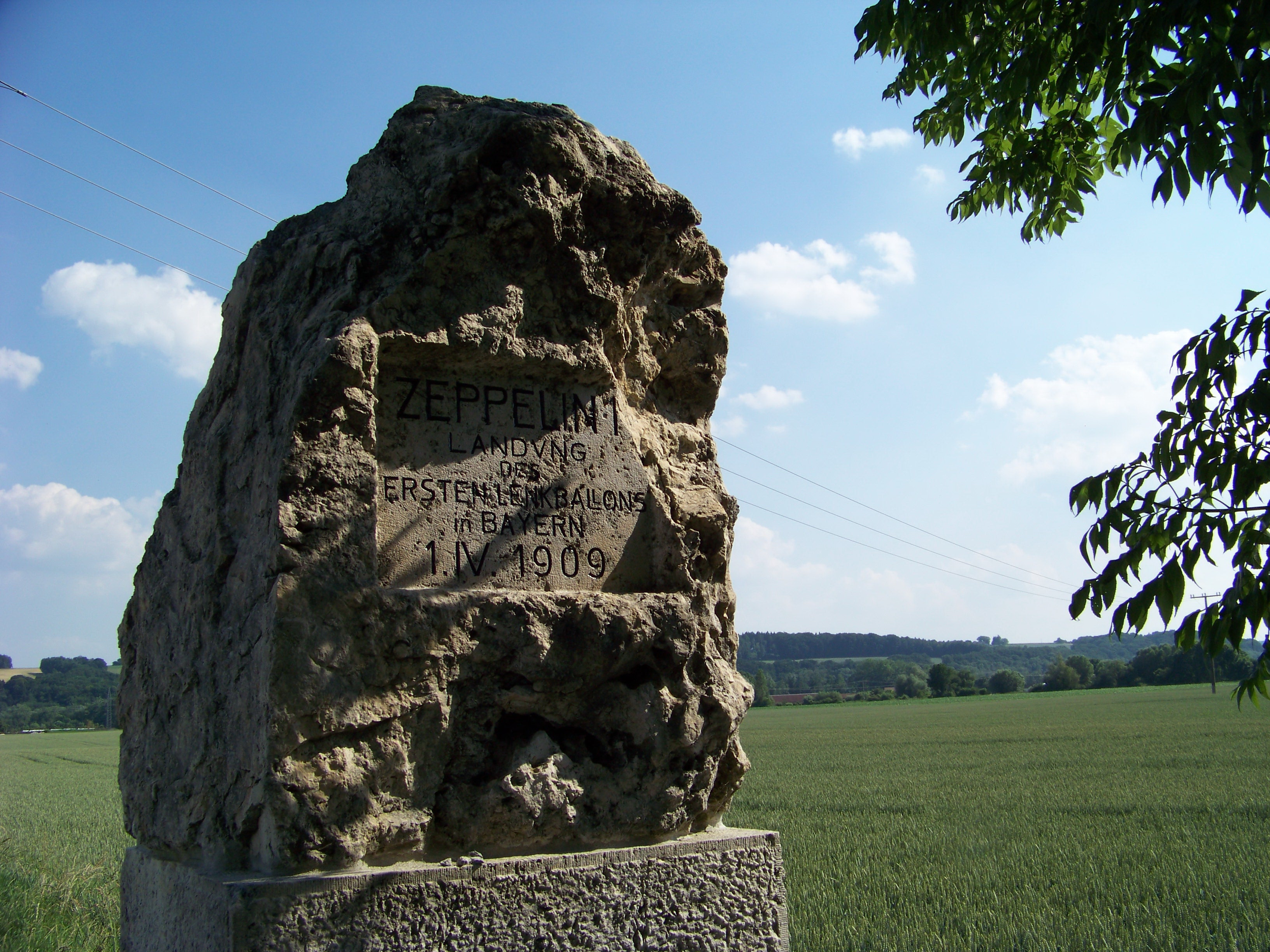
Zeppelindenkmal in Niederviehbach, Lichtenseermoos im sog. Weißgrabenacker.

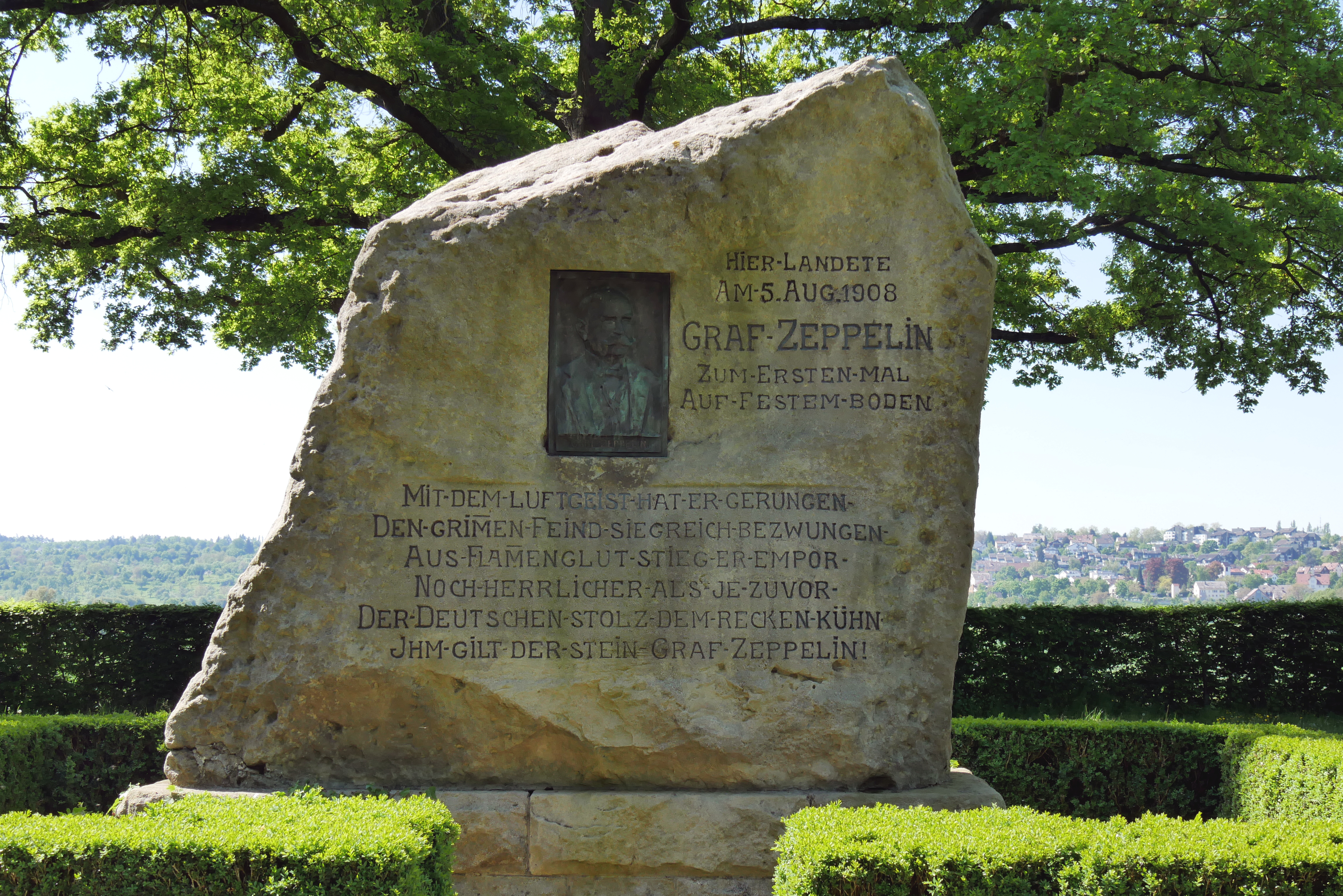
Zeppelinstein in Echterdingen

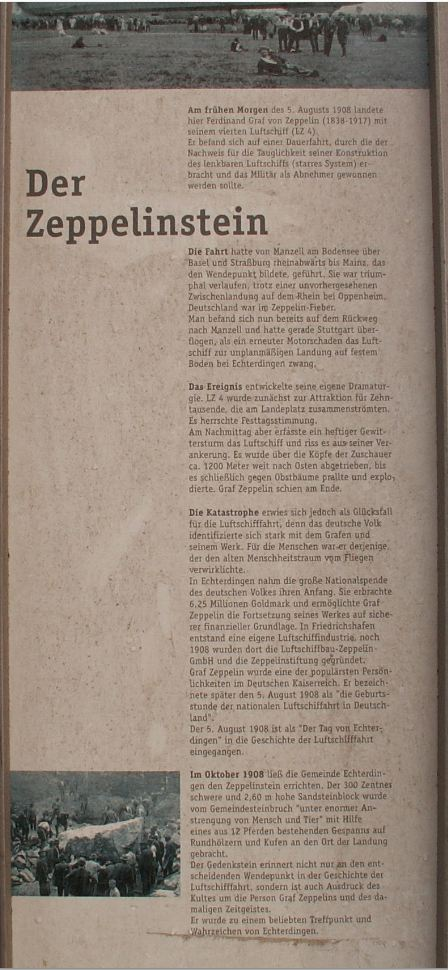
Infotafel am Zeppelinstein in Echterdingen

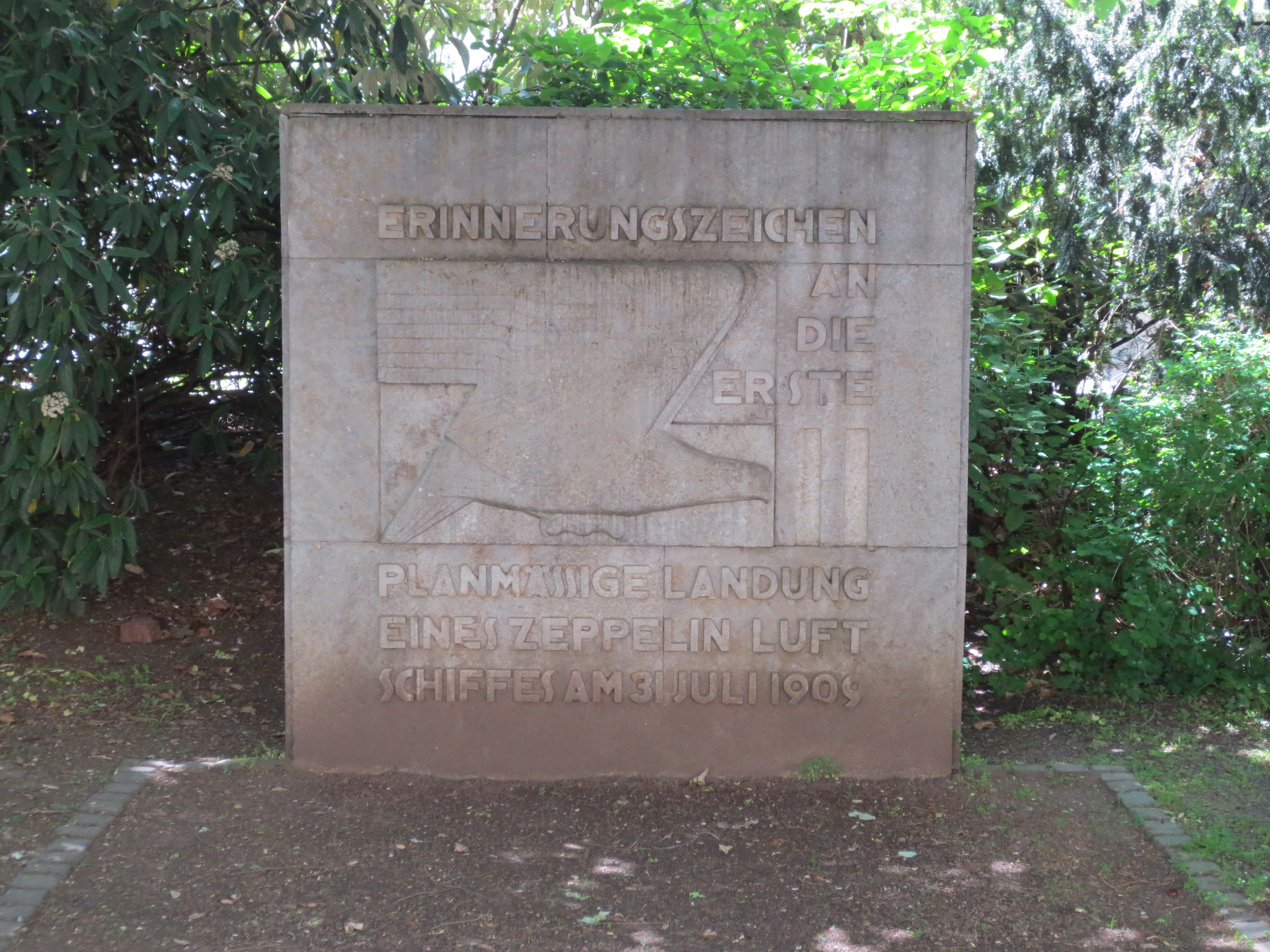
Zeppelinstein Frankfurt am Main

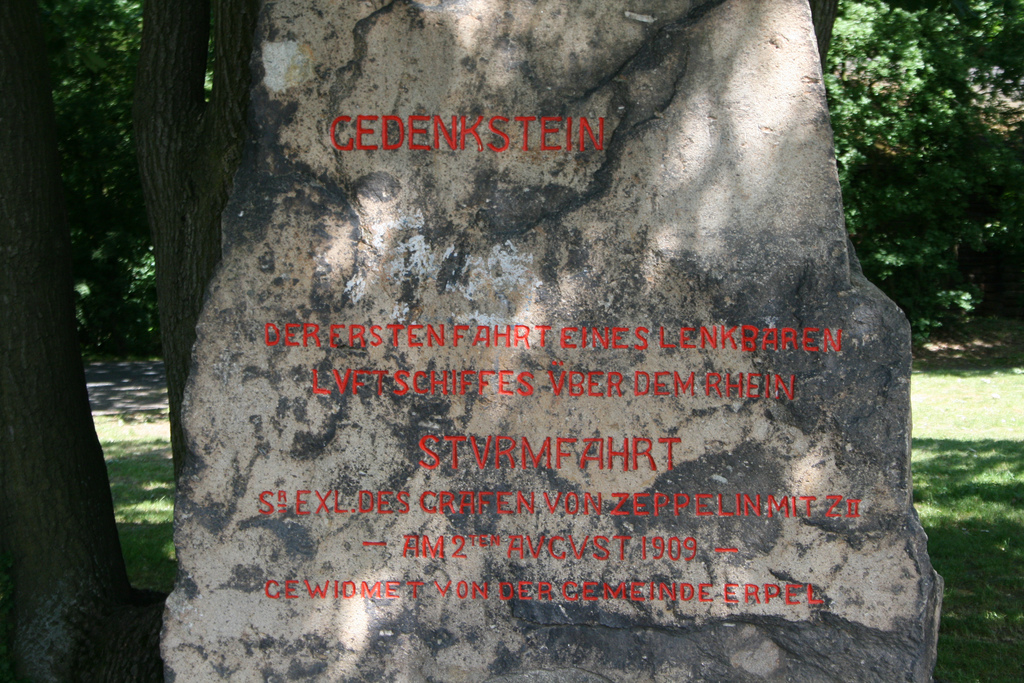
Zeppelinstein an der Erpeler Ley

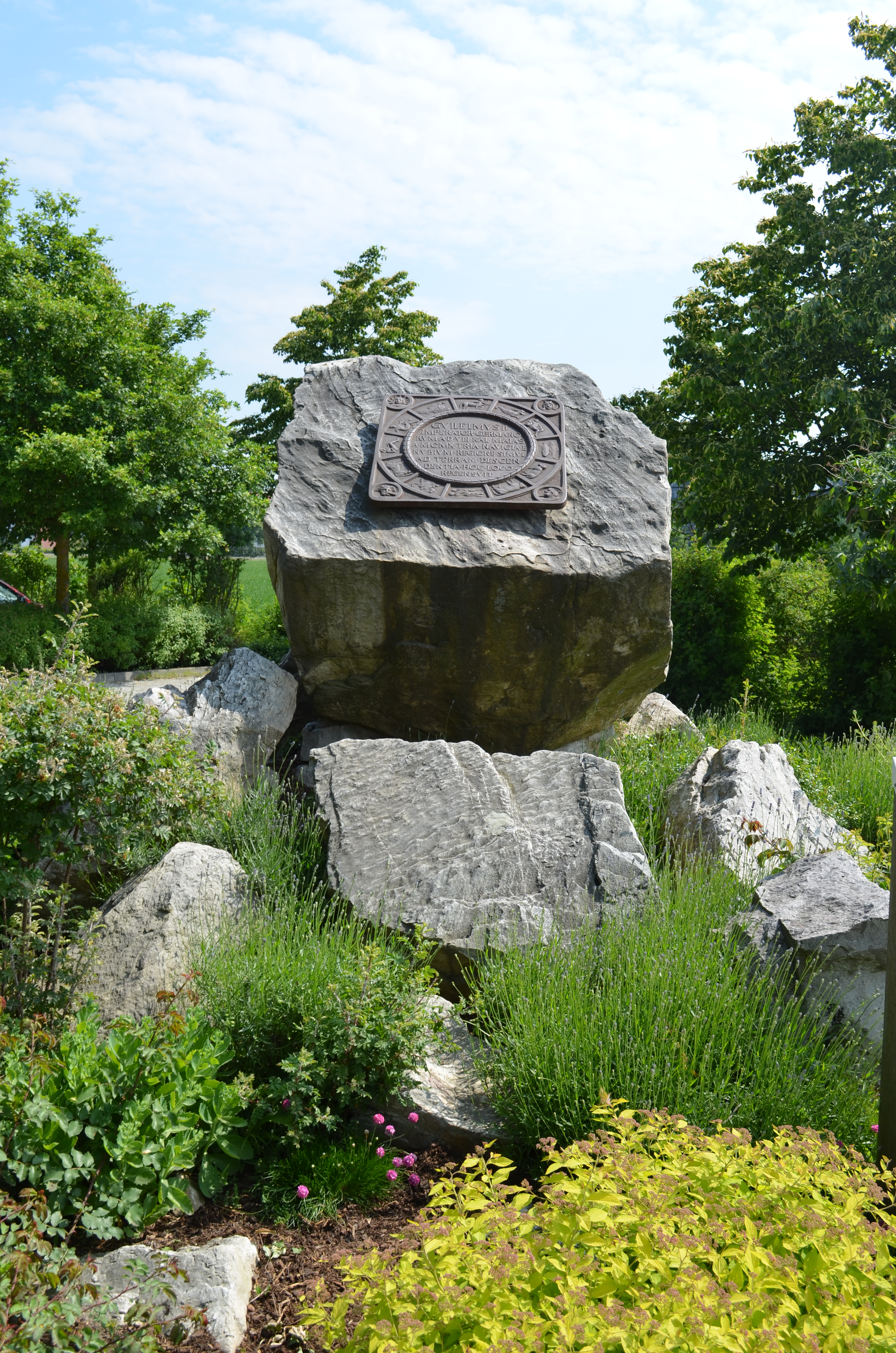
Zeppelinstein Bad Homburg

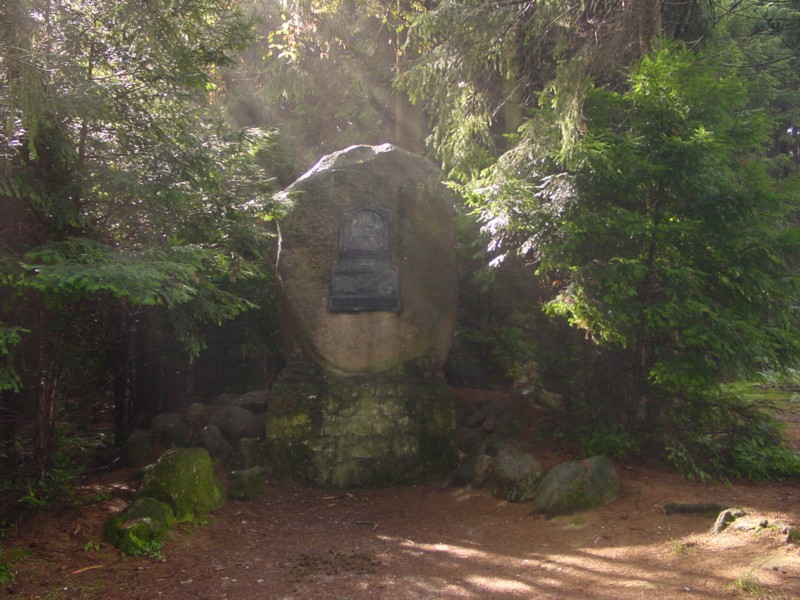
Zeppelinstein am Limberg

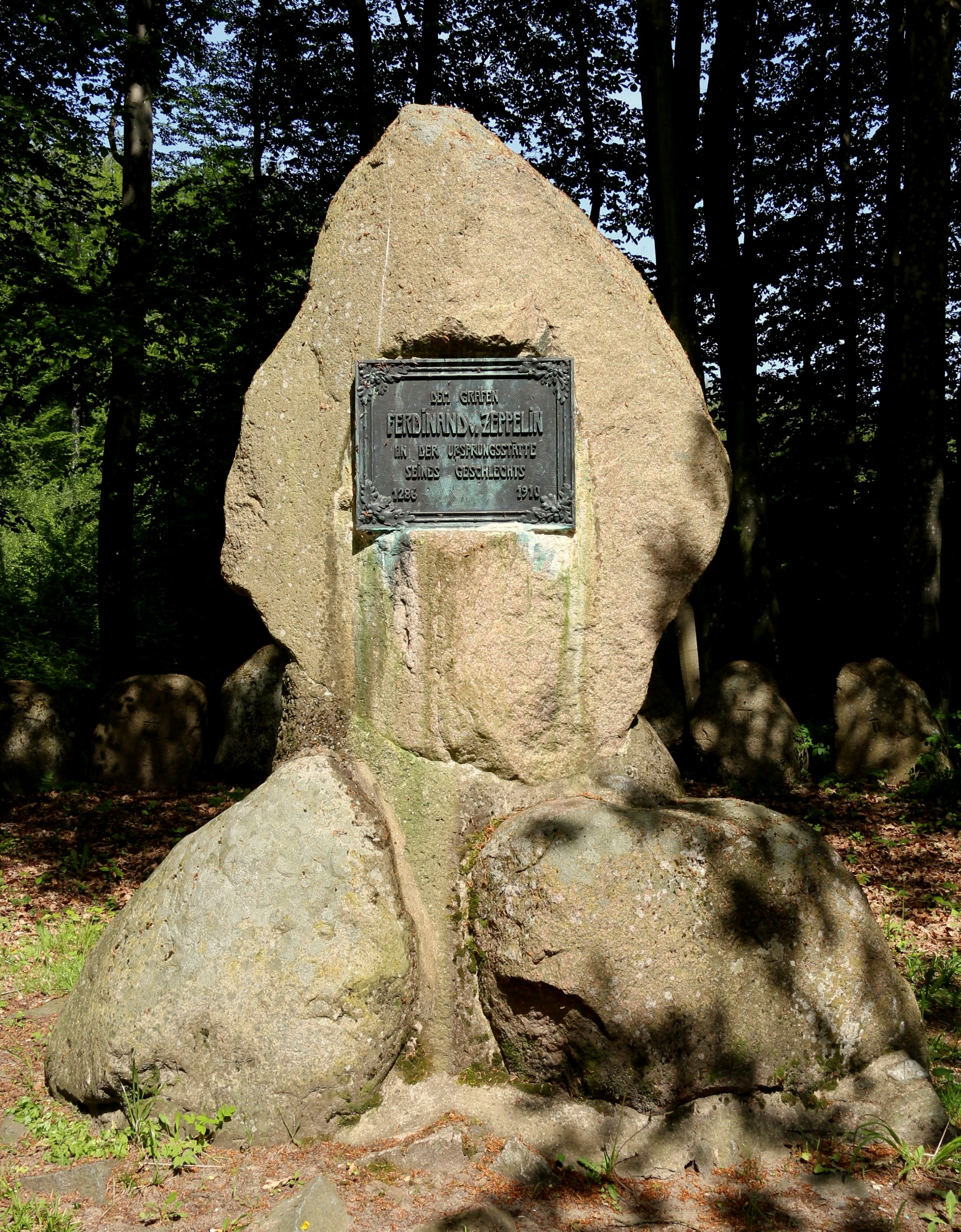
Zeppelinstein Bützow

### LZ 2

#### Zeppelinstein bei Kißlegg
Durch einen Sturm wurde LZ 2 bei seiner zweiten Fahrt am 17. Januar 1906 ins Allgäu abgetrieben und bei der Notlandung bei Fischreute (Kißlegg / Sommersried) zerstört.

### LZ 3 – Z I

#### Zeppelinstein Niederviehbach
Gedenkstein in der Nähe der Wastlmühle zur Erinnerung an die Landung in Niederviehbach am 1. April 1909 auf der Fernfahrt nach München („Sturmfahrt“) vom 1.–3. April 1909.

### LZ 4(nur Baunummer)

#### Zeppelindenkmal am Kornsand
Das Zeppelindenkmal am Kornsand im Treburer Ortsteil Geinsheim in Südhessen erinnert an die Notlandung am 4. August 1908 um 17:24 Uhr. Mit Hilfe der örtlichen Bauern, die ihre Arbeit auf den Feldern liegen ließen, um die Mannschaft bei der Notlandung zu unterstützen, wurde das Fahrzeug um leere Benzintanks, überflüssige Gegenstände sowie Betriebsmaterial entlastet. Auch fünf Personen mussten von Bord gehen. Nach einer fünfstündigen Unterbrechung setzte Zeppelin, nun um 1270 kg erleichtert, um 22:22 Uhr seine Fahrt fort.
Die Gedenkstätte wurde in Form einer Festungsmauer aus unbehauenem Stein südlich der Anlegestelle auf dem rechten Ufer des Rheins bei Rheinkilometer 480 errichtet.

#### Zeppelinstein an der Landskrone
Fernfahrt vom 4.–5. August 1908.

#### Zeppelinstein in Echterdingen
Am 5. August 1908 landete Ferdinand Graf von Zeppelin auf einer Testfahrt aufgrund eines Motorschadens mit dem Luftschiff LZ 4 auf einer Wiese bei Echterdingen, heute Ortsteil von Leinfelden-Echterdingen. Dies war die erste Landung eines Luftschiffes auf festem Boden. LZ 4 wurde jedoch dort am Nachmittag desselben Tages während eines Gewitters vollständig zerstört. Die Katastrophe wendete sich zum Glücksfall für die Luftschifffahrt, denn hier nahm die große Zeppelinspende des deutschen Volkes ihren Anfang. Sie erbrachte über sechs Millionen Goldmark und ermöglichte Graf Zeppelin die Fortsetzung seines Werkes auf sicherer finanzieller Grundlage.
Der Zeppelinstein markiert den Landungsplatz bei Echterdingen. Er befindet sich in der Einflugschneise westlich des Flughafens Stuttgart ca. 1000 Meter von der Landebahn entfernt
. Der Entwurf der beidseitigen Plaketten stammt von Georg Fehleisen, der Guss wurde von Hugo Pelargus ausgeführt.

### LZ 5 – Z II
Am 5. August 1908 erfolgte die Übernahme in den Heeresdienst, damit fiel die Werftbezeichnung LZ 5 weg und das Luftschiff hieß offiziell Z II.

#### Zeppelinstein und Zeppelin-Eiche in Reinersreuth
Am 30. Mai 1909 überfuhr LZ 5 – Z II, beim ersten Versuch nach Berlin zu fahren, das Dorf Reinersreuth (heute Teil der Gemeinde Sparneck). Aus diesem Anlass steht dort ein Gedenkstein und eine Eiche.

#### ILA-Landeplatz Frankfurt am Main
Der Zeppelinstein erinnert an die erste Zeppelin-Landung des LZ 5 – Z II auf der Frankfurter ILA am 31. Juli 1909 um 15.30 Uhr.
Erst rund 20 Jahre nach der ILA am 10. November 1929 wurde der Zeppelin-Gedenkstein aus Muschelkalk auf dem Landeplatz im Stadtteil Bockenheim in Nähe der Kreuzung Am Dammgraben/Müllerstraße errichtet.

#### Zeppelinstein Erpeler Ley
Der Gedenkstein bei Erpel wurde zur Erinnerung der erste Fahrt mit einem lenkbaren Luftschiff über dem Rhein am 2. August 1909 errichtet. LZ 5 – Z II fuhr von der ILA kommend in Richtung Köln, musste aber wegen eines Unwetters über der Erpeler Ley umkehren.

#### Zeppelinstein Bad Homburg
Der Zeppelinstein erinnert an die von Kaiser Wilhelm II. abgenommene Luftschiffparade von 1910. Am 22. April 1910 trafen sich über Bad Homburg die Luftschiffe LZ 5 – Z II (System Zeppelin), M1c (Major Hans Groß) und P2 (August von Parseval).
1913 wurde auf dem freien Feld an der Nehringstraße an der Stelle, an der Kaiser Wilhelm stand, der Zeppelinstein errichtet. Eine Bronzetafel auf Taunusquarzitblöcken mit der lateinischen Aufschrift, dass „hoc loco“ (hier an diesem Ort) der Kaiser gestanden habe, um die Luftschiffparade zu beobachten erinnerte an das Ereignis. 2002 beantragte der Kur- und Verkehrsverein das mittlerweile im Industriegebiet gelegene Denkmal an den Eingang der Regionalparkroute an den Kronenhof zu verlegen. Diese Verlegung wurde vom Denkmalschutzamt abgelehnt. Erst nach einer Petition an den Petitionsausschuss des hessischen Landtags wurde die Verlegung genehmigt, der Stein jedoch aus der Denkmalliste gestrichen. Der Stein wurde nach einem Entwurf von Louis Jacobi durch Bildhauer Stenger erstellt. Die quadratische Gusseisenplatte (anstelle Bronzeoriginal) auf Granitblock vom Nordhang des Herzbergs trägt in dem von den 12 Sternbildern gerahmten Rund die (lateinische) Inschrift: „Wilhelm II, Deutscher Kaiser, nahm acht Tage vor dem 1. Mai im Jahr 1910 von drei Schiffen, die aus dem Bereich der Wolken gleichzeitig zur Erde niederkamen, an dieser Stelle die Parade ab.“

#### Zeppelinstein in Limburg (Hof Blumenrod)
Am 24. April 1909, morgens gegen 8:00 Uhr, startete LZ 5 – Z II unter dem Kommando von Hauptmann von Jena mit 28 Mann starken Besatzung Uhr zum Rückflug ab Bad Homburg in Richtung Köln. Witterungsbedingt musste es jedoch bei Rüdesheim abdrehen und am frühen Nachmittag südlich von Limburg beim Hof Blumenrod landen, um Gas nachzufüllen. Das Luftschiff wurde mit Stahlseilen an einem eingegrabenen Leiterwagen verankert um die Weiterfahrt am nächsten Tag fortsetzen. Am Landungsplatz wurde am 24. April 1985 in Anwesenheit der Enkelin von Graf von Zeppelin, Isa von Brandstein-Zeppelin, eine Bronzeplatte enthüllt. Sie ist ein Entwurf des Blumenröders Berthold Conradi.

#### Gedenktafel in Weilburg
Nach dem großen Bad Homburger Luftschiffmanöver startete das Heeresluftschiff am 24. April 1910 zur Rückfahrt nach Köln. Am frühen Nachmittag musste jedoch der Luftkreuzer bei Limburg (Blumenrod – Alter Hof) niedergehen um Gas nachzufüllen. Über Nacht blieb das Luftschiff hier provisorisch verankert. Am Morgen des 25. April wurden die Wetterverhältnisse schlechter und der Wind nahm erneut zu. Schließlich riss sich das Luftschiff gegen 13:00 Uhr los und wurde nach Weilburg an der Lahn hin abgetrieben, um dicht unterhalb des damaligen „Kurhaus Webers Berg“ zu stranden. Danach musste das Luftschiff abgewrackt werden.

### LZ 6(nur Baunummer – fälschlich oft als Z III bezeichnet)

#### Zeppelinstein Abtsdorf
Der Zeppelinstein in Abtsdorf erinnert an die Landung des LZ 6 – Z III am 30. August 1909. Das Luftschiff kam von Berlin (Fernfahrt nach Berlin vom 1. August bis 2. September 1909), musste aber wegen eines Motordefektes und des Verlustes einer Luftschraube bei Gut Abtsdorf landen. Die Weiterfahrt nach Friedrichshafen erfolgte am 1. September 1909.

### LZ 7 – Deutschland

#### Zeppelinstein am Limberg bei Bad Iburg
1911 errichtete der Teutoburger-Wald-Gebirgsverein an der Unglücksstelle der LZ 7 am Limberg einen Gedenkstein. Die Bronzetafel trägt die Inschrift Hier strandete schneebedeckt im Sturm am 28.6.1910 das erste Verkehrs-Luftschiff Z 7 'Deutschland' – Trotzdem vorwärts –. Die Relieftafel schuf der Osnabrücker Holzschnitzer, Modelleur und Bildhauer Heinrich Wulfertange (1854–1924), der Vater von Rudolf Wulfertange.

### LZ 11 – Viktoria Luise

#### Zeppelin-Ankerstein Lippstadt
Der Zeppelin-Ankerstein in Lippstadt erinnert an die Fahrt des LZ 11 – Viktoria Luise von Düsseldorf nach Lippstadt am 2. Juni 1912.

### LZ 17 – Sachsen

#### Zeppelinstein Wermsdorf
Im Jahr 2005 wurde in der Nähe des Glaswerks Thiele ein neuer Zeppelinstein zur Erinnerung die Landung des LZ 17 – Sachsen in Wermsdorf am 12. Juli 1914. Der Stein wurde in Zusammenarbeit von Heimatverein Förderverein 800 Jahre Wermsdorf im Steinbruch Wermsdorf von Herrn Kurt Müller gehauen und von Wolfgang Haubold gestaltet.

## Kriegsluftschiffe

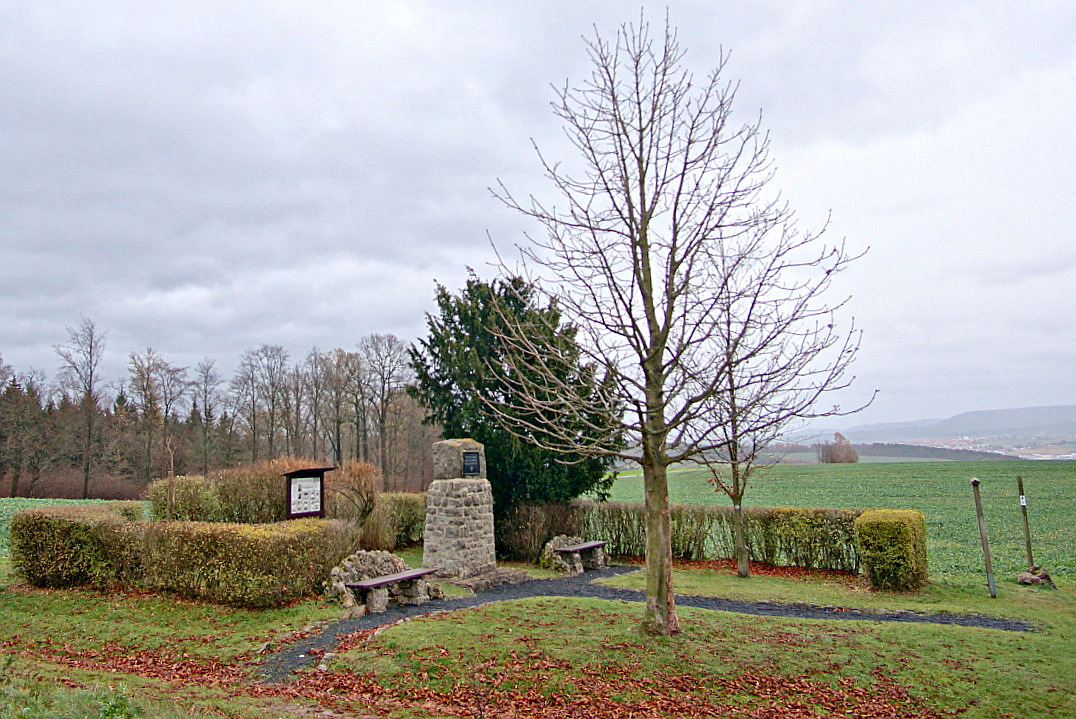
Zeppelinstein Tiefenort

### LZ 101 – L 55

#### Zeppelinstein Tiefenort
Am 20. Oktober 1917 geriet das Marine-Luftschiff L 55 unter Führung des Kommandanten Flemming in technisch bedingte Schwierigkeiten, unter anderem fiel das Funkgerät aus. Das Luftschiff stieg bis auf 7500 Meter (bis heute der bestehende Weltrekord). Die Notlandung gelang schließlich in Tiefenort auf der Wacht, wonach das stark beschädigte Luftschiff allerdings abgewrackt werden musste. Teile der Stoffhülle wurden vor Ort als Nähmaterial (zum Beispiel für Schürzen und Säcke) verwendet. 1937 wurde im Beisein von Kommandant Flemming und seiner Mannschaft das Denkmal auf der Wacht eingeweiht.

## Graf Zeppelin gewidmete Zeppelinsteine

### Zeppelinstein Hiddensee / Rügen
Es existieren Postkarten mit der Abbildung eines großen Steines am Strand mit der Aufschrift Zeppelin 1909. Gelegentlich findet sich ein Hinweis auf einen Bismarck-Stein. Die genaue Lage ließ sich bislang jedoch nicht ermitteln, vermutlich ist der Stein längst unter der brüchigen Steilküste verschüttet.

### Zeppelinstein Grassau
1933 wurde in Grassau auf der Zeppelin-Höhe ein Gedenkstein für Graf Zeppelin errichtet.

### Zeppelinstein Bützow
Das Zeppelin-Denkmal in Bützow ist das erste Zeppelin-Denkmal Deutschlands, das dem Grafen Ferdinand von Zeppelin am 31. Mai 1910 gewidmet wurde. Es liegt in der Waldung Zepeliner Holz in Bützow, unweit der Gemeinde Zepelin. Das Dorf Zepelin gab dem Geschlecht derer von Zepelin/Zeppelin den Namen.

### Gedenkinschrift in Köln
Am 5. August 1909 wurde LZ 5 – Z II zur Übernahme durch das Heer nach Köln-Bickendorf überführt. Graf Zeppelin, der mit an Bord fuhr, übernachtete in Köln im Haus Herwarthstraße 31. Eine in das Fachwerk geschnitzte Gedenkinschrift erinnert daran.